# تشارلز كارتر
تشارلز كارتر (بالإنجليزية: Charles Rooking Carter)‏ هو سياسي نيوزلندي، ولد في 10 مارس 1822، وتوفي في 22 يوليو 1896. انتخب عضو مجلس النواب النيوزيلندي.